# Lampros Kontogiannis
Lampros Kontogiannis Gómez (Manzanillo, 1º agosto 1988) è un ex calciatore messicano, di origini greche, di ruolo centrocampista.

## Carriera
Ha giocato nella prima divisione messicana ed in quella peruviana.